# Castelo de Santarém

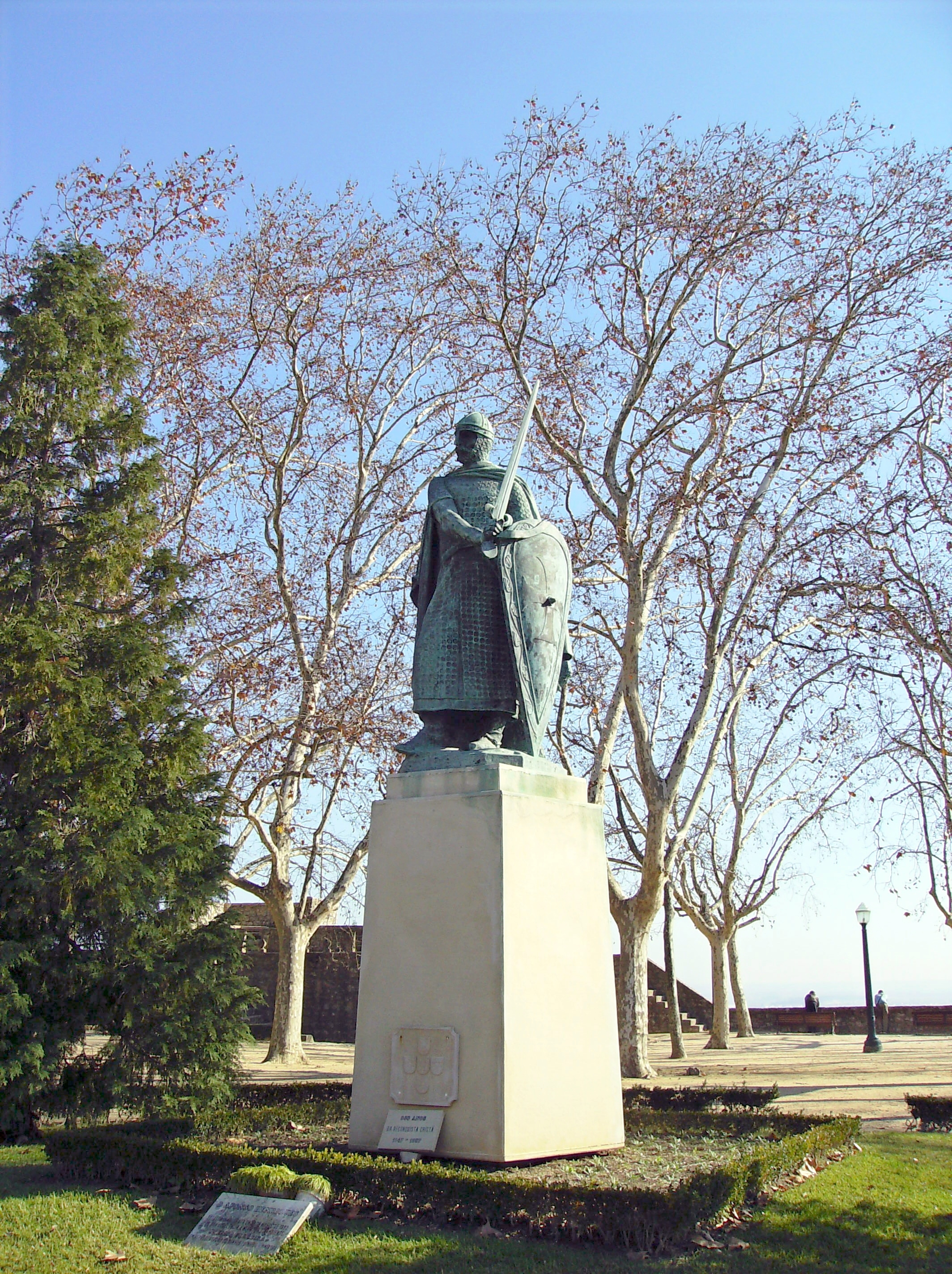
Estátua de D. Afonso Henriques, Porta do Sol.

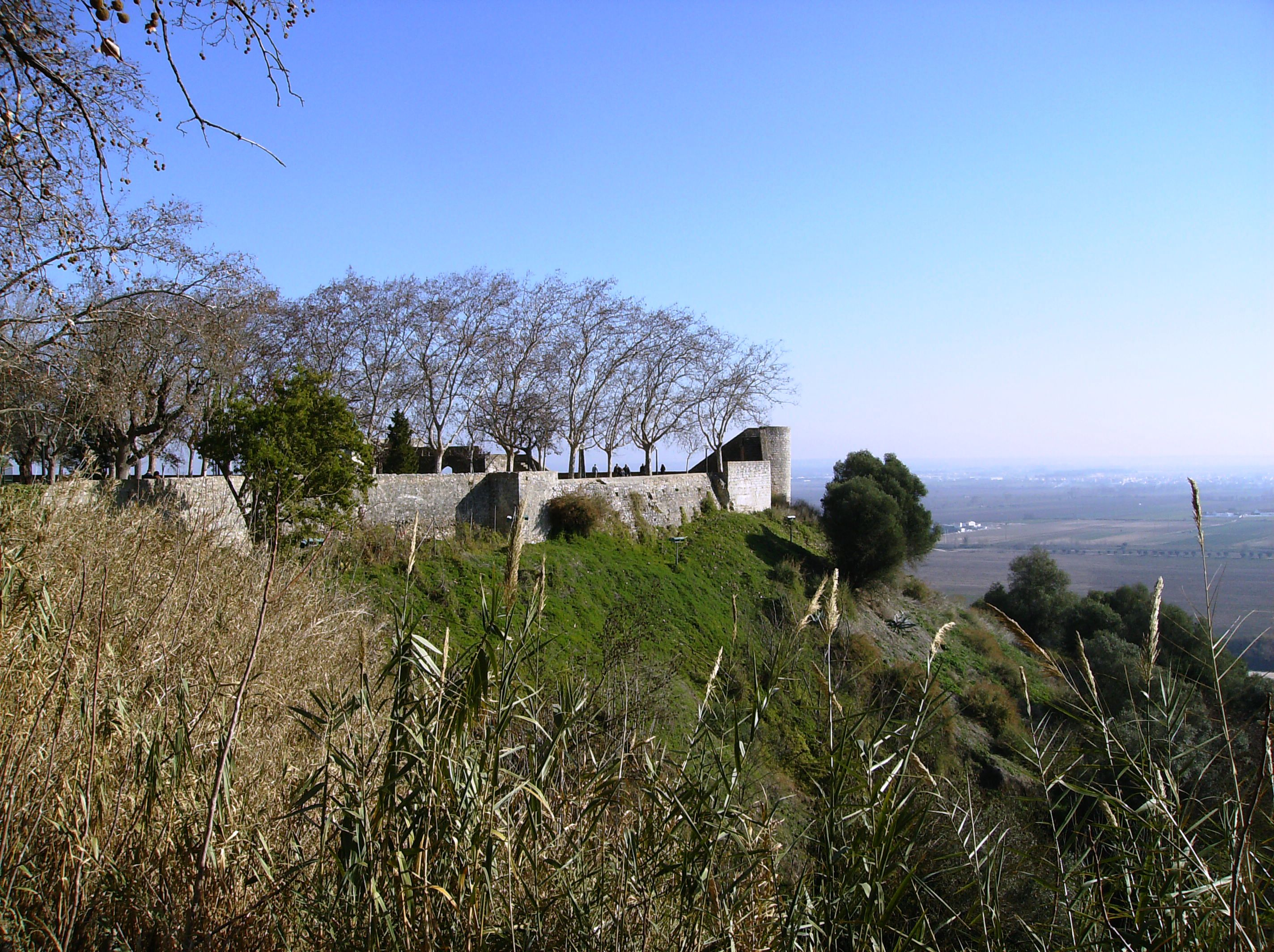
Castelo de Santarém: aspeto das muralhas da Porta do Sol.

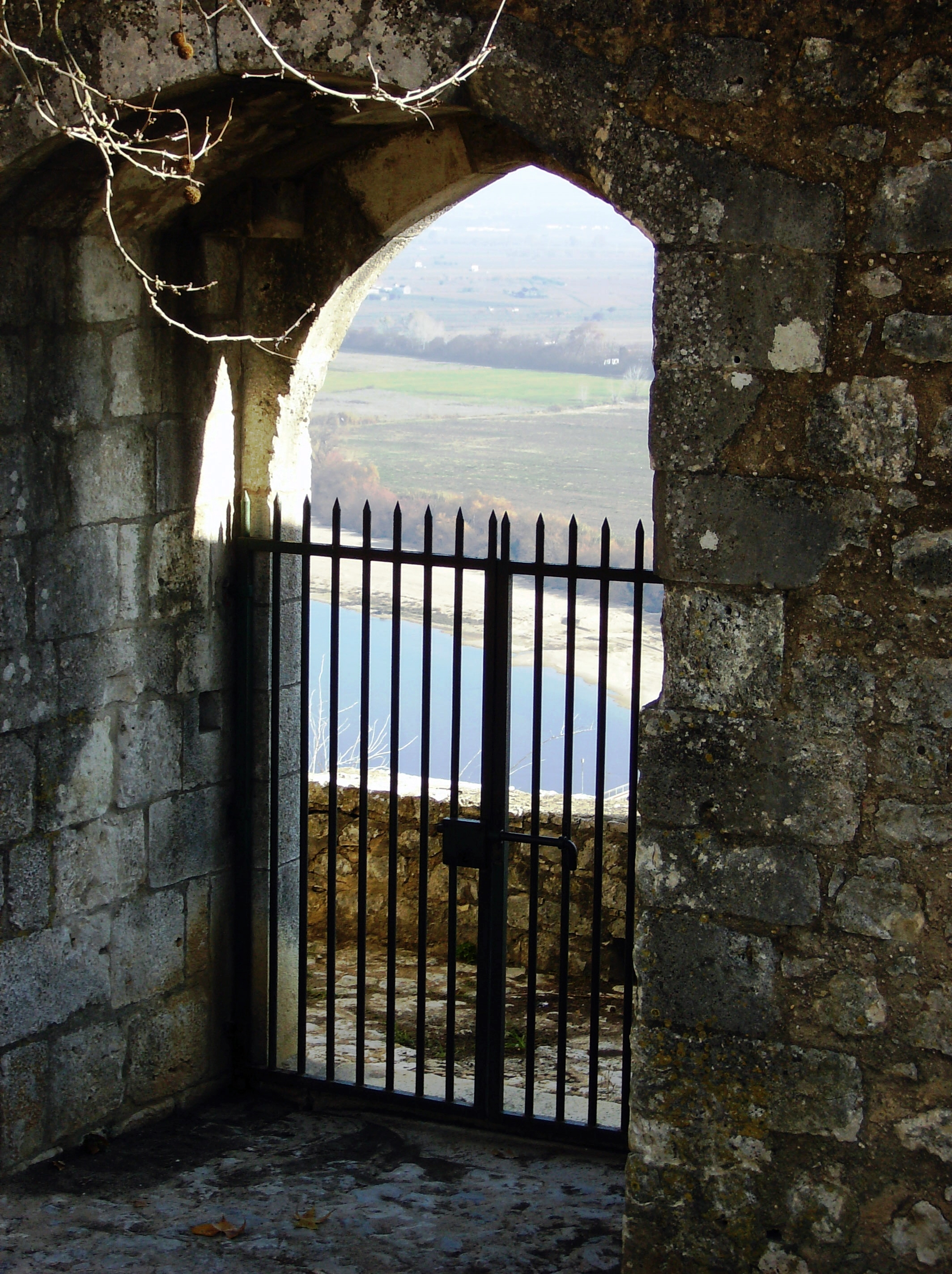
Castelo de Santarém: Porta do Sol.

O Castelo de Santarém, também referido como Muralhas de Santarém, Castelo e cerca urbana de Santarém e Torre das Cabaças, no Ribatejo, localiza-se na União de Freguesias da cidade de Santarém, na cidade e no município de Santarém, no distrito homónimo, em Portugal.
Em sítio privilegiado em termos estratégico-defensivos, com fácil acesso ao rio e cercado por solos férteis para a agricultura, o castelo era integrante da chamada Linha do Tejo à época medieval. 
Atualmente restam apenas alguns troços das suas muralhas e a chamada Torre das Cabaças classificados como Imóvel de Interesse Público desde 1917.

## História

### Antecedentes
A primitiva ocupação humana de seu sítio remonta a um possível castro pré-histórico, que daria lugar a uma povoação desde o século VIII a.C. Os Romanos atingiram o povoado desde 138 a.C., designando-o como "Scalabi Castro" ou simplesmente "Escálabis", momento em que se constituiu em importante entreposto comercial no médio curso do rio Tejo e centro administrativo da província. Posteriormente, a partir da conquista da península pelas tropas de Júlio César (90 a.C.), esta povoação passou a sediar uma guarnição militar permanente, sendo rebatizada como "Presídio Júlia (em latim: Praesidium Juliia" quando deve ter sido fortificada. A sua importância é confirmada pelo traçado da via que ligava Lisboa a Astorga, passando por Conímbriga, Cale e Bracara Augusta.
No alvorecer do século V, diante da invasão da Hispânia pelos bárbaros (Alanos, Vândalos), a povoação foi dada a Sunerico (460). Os Suevos se apossaram sem grande dificuldade da povoação (529), no que foram sucedidos posteriormente, no século VII pelos Visigodos, altura em que era denominada como "Sancta Irena".
No início do século VIII, ocupada pelos Muçulmanos, que a designavam como "Chantirein" ou "Chantarim", manteve-se a sua estrutura urbana e fortaleceu-se a sua vocação agrícola, comercial e administrativa.
No contexto da Reconquista cristã da península, Santarém foi por diversas vezes alvo das investidas dos reis asturo-leoneses, época em que as suas fortificações devem ter sido sucessivamente reparadas e reforçadas pelos Muçulmanos. Entre o final do século XI e o início do século XII, a posse da praça alternou-se estes e os cristãos, ao sabor dos avanços e recuos da fronteira.

### O castelo medieval
À época da Independência de Portugal, diante do avanço para o Sul das forças portuguesas sob o comando do rei D. Afonso Henriques (1112-1185), o Castelo de Santarém foi conquistado, em 15 de Março de 1147, de surpresa em um assalto noturno. Na ocasião, o soberano doou todo o direito eclesiástico da povoação à Ordem dos Templários:
"Em nome da Santíssima Trindade, Padre. Filho e Espírito Santo. Eu, D. Afonso, por graça de Deus, rei dos portugueses, começando minha jornada para o castelo, que se chama Santarém, propus em meu coração, e fiz voto, que Deus por sua misericórdia mo concedia, lhe ofereceria todo o direito eclesiástico e aos cavaleiros e mais religiosos do Templo de Salomão, que residem em Jerusalém em defensão do Santo Sepulcro, alguns dos quais me acompanharam nesta empresa. E porque o Senhor me fez tão grande mercê que deduziu a próspero fim meu desejo, portanto eu, D. Afonso, sobredito rei, com minha mulher a rainha D. Mafalda, fazemos doação aos cavaleiros nomeados de todo o direito eclesiástico de Santarém, para que o tenham e possuam, assim eles como seus sucessores, para sempre, de modo que não se entremeta nele pessoa alguma secular nem eclesiástica.
Feita esta escritura no mês de abril da era de 1185 [1147 da era cristã]."
Em termos de historiografia, uma importante fonte documental sobre o assalto a Santarém é o manuscrito "De expugnatione Scalabis", redigido por monges do Mosteiro de Santa Cruz de Coimbra para assinalar o feito do soberano.
A povoação e seu castelo encontravam-se no caminho da investida do califa almóada Abu Iacube Iúçufe I, sendo atacados em 1171. As forças muçulmanas, na ocasião, foram dispersadas pelas tropas de Fernando II de Leão, genro de D. Afonso Henriques, que na ocasião se encontrava em Santarém. Um novo ataque muçulmano se materializa em 1181, encontrando-se na cidade o infante D. Sancho, tendo os assaltantes recuado diante de uma contra-ofensiva dos defensores.
O alcaide de Santarém foi dos que, já em 1245, reconheceram a autoridade do Infante D. Afonso, quando este chegou a Portugal, de que fora nomeado regente em substituição ao seu irmão, D. Sancho II (1223-1248), deposto pela autoridade do Papa.

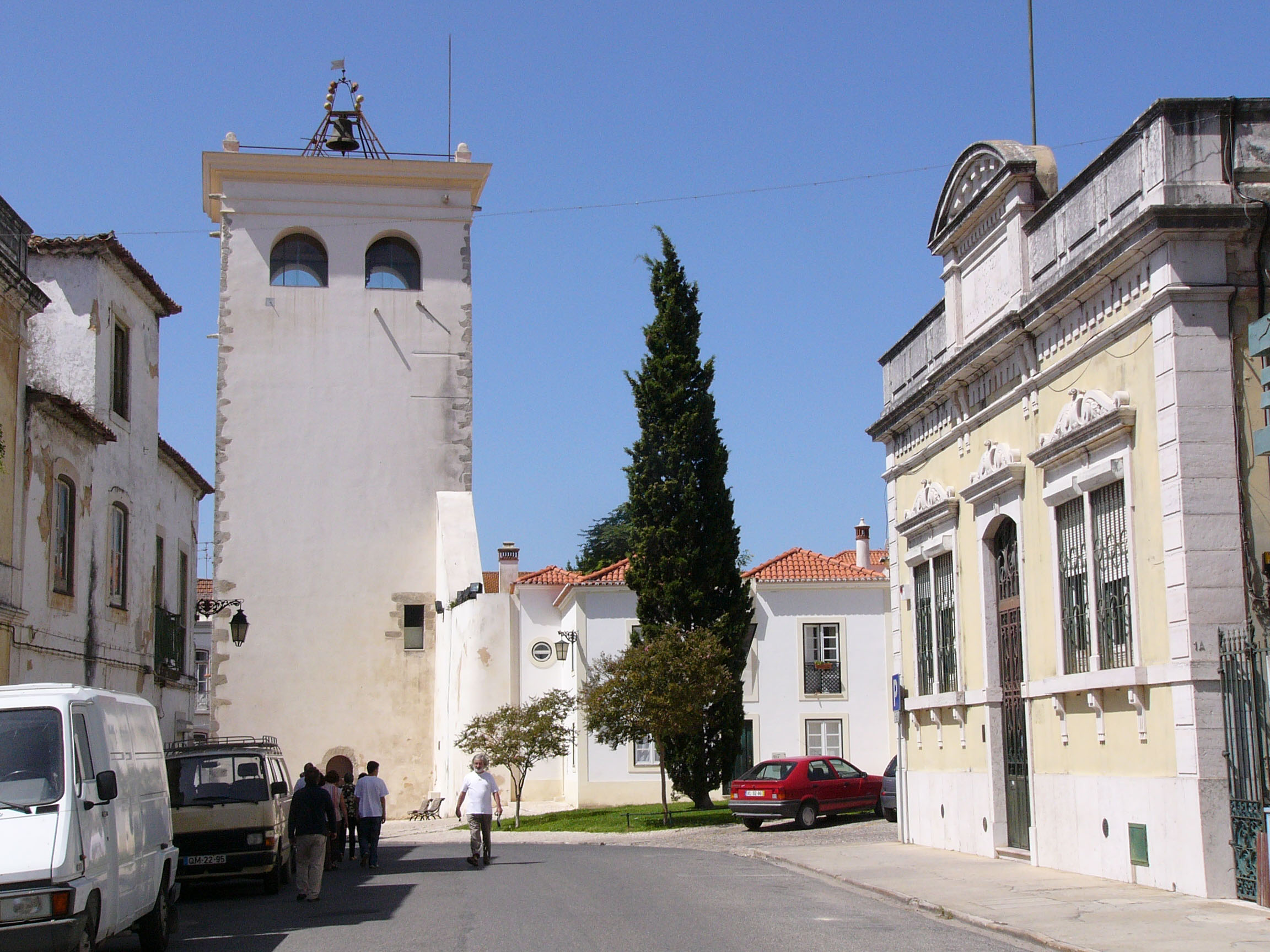
Castelo de Santarém, Portugal: Torre das Cabaças, resto da cerca medieval da cidade.

Mais tarde, em 1324, Santarém e seu castelo se colocaram a favor de outro Infante D. Afonso, este filho de D. Dinis (1279-1325), quando este se revoltou contra o seu pai. Dominada a revolta pelas forças do monarca, este aqui viria a falecer, a 7 de Janeiro de 1325.
Sob o reinado de D. Fernando (1367-1383), este procedeu-lhe reforço e ampliação nas defesas, como por exemplo a reforma da Porta de Santiago, em arco ogival (1382). Com a sua morte, abrindo-se a crise de 1383-1385, em seus muros se refugiou, após o Natal de 1383, a rainha viúva, D. Leonor Teles, que antes tentara fazer alçar pendão na cidade por sua filha, D. Beatriz, como rainha de Portugal e de Castela. Tendo a rainha viúva solicitado a intervenção de Castela, a ela se reuniu o seu genro, João I de Castela, a quem entregou o regimento e senhorio do reino com o apoio de boa parte da nobreza portuguesa (Janeiro de 1384). João I de Castela colocou nos muros de Santarém uma guarnição castelhana, e a praça só retornou a mãos portuguesas imediatamente após a batalha de Aljubarrota (1385).
Um último Infante D. Afonso marcaria a história da vila e seu castelo: alguns estudiosos apontam o falecimento do filho de D. João II (1481-1495), em um trágico acidente de cavalo no Mouchão de Alfange, às margens do rio Tejo (1491), como uma das razões do afastamento da Corte da vila de Santarém e o seu consequente declínio de importância administrativa no reino.
As defesas de Santarém foram severamente danificadas pelo terramoto de 1531.

### Do século XVII aos nossos dias
D. João IV (1640-1656), no contexto da Guerra da Restauração, e, mais tarde, D. Miguel (1828-1834), no das Guerras Liberais, promoveram, em cada período, obras de modernização e reforço nas defesas da vila. Este último serviu-se do castelo da vila como reduto, de Outubro de 1833 a 17 de Maio de 1834.
Com a paz e o progresso económico, foi elevada a cidade em Dezembro de 1868. A expansão da malha urbana, que agora se acelerava, absorveu as suas defesas medievais, das quais restam, em nossos dias, apenas remanescentes como o recinto fortificado da Alcáçova, a Porta de Santiago, a Porta do Sol e alguns troços das muralhas, classificados como Imóvel de Interesse Público.
A partir da década de 1990 foram iniciados trabalhos de prospecção arqueológica visando identificar troços remanescentes das antigas muralhas, consolidando alguns deles. No recinto da Alcáçova, pesquisado pelo Centro de Arqueologia da Universidade de Lisboa com o apoio do Instituto Português do Património Arquitectónico (IPPAR), foi trazido à luz um podium (base) de um templo romano com cerca de 15 metros de lado, que se presume datar do século I a.C.

## Características
Castelo de montanha, com elementos do estilo românico e do estilo gótico, era primitivamente integrado pelo recinto da alcáçova e pela muralha da vila, defendida por uma barbacã. Também possuíam cerca os bairros ribeirinhos da Ribeira e do Alfange. A cerca da vila era rasgada por sete portas, determinadas pelas sete vias de acesso:
- Porta do Sol, de acesso ao Alfange;
- Porta da Alcáçova;
- Porta de Leiria;
- Porta de São Manços e postigo de mesmo nome;
- Porta de Alpram ou de Alporão, de acesso a Marvila;
- Porta de Valada.

Destas, restam apenas vestígios das duas primeiras. Um brasão de armas de Portugal, ladeado por uma epigrafia (atualmente mutilada e ilegível) ladeia os restos das ogivas, interna e externa, da Porta de Santiago. Outras referências existem à Porta de Atamarma (de acesso à Ribeira), à Porta das Figueiras, ao Postigo de Gonçalo Eanes (da Carreira ou de D. Margarida), ao Postigo de Santo Estevão, ao Postigo de Vale de Rei, ao Postigo de Gonçalo Correia (na muralha que delimitava uma zona intermédia entre a Alcáçova e Marvila, à sombra da Igreja de São Martinho), e o Postigo do Ferragial (em Marvila).
Das primitivas torres são referidas a Torre do Bufo, na Alcáçova, a Torre de Manços e a torre albarrã ou também denominada como torre de menagem, junto à Alcáçova.
Chegaram aos nossos dias:
- o recinto junto à Porta do Sol com três torreões coroados por merlões, que se prolonga sobranceiro ao vale do Alfange, na ribeira, integrado por uma guarita seiscentista em um dos vértices;
- troços de muralha junto à Porta da Traição, no monte sobranceira à Fonte das Figueiras;
- troços da cerca da vila na escola primária de Marvila (bairro do Pereiro) e fronteiros à igreja dos gracianos.
- o chamado Cabaceiro ou Torre das Cabaças.

Desses vestígios conclui-se que as muralhas medievais apresentavam panos verticais, coroados por merlões prismáticos, rasgados por seteiras e reforçados a espaços regulares por baluartes de planta quadrangular e semicircular e por torres quadrangulares. As portas de acesso apresentavam vão em arco quebrado.
Com relação à fortificação seiscentista, em estilo maneirista, era integrada por um revelim de planta triangular, com panos em talude e guarita encimada por cúpula no vértice.